# 拉斯卡里哈农村居民点
拉斯卡里哈农村居民点（俄语：Ласкарихинское сельское поселение）是俄罗斯联邦伊万诺沃州基涅什马区所属的一个农村居民点。其下辖有30个居民点，行政中心为拉斯卡里哈。据2016年统计，该农村居民点的人口为654人。